# Opius pedestris
Opius pedestris är en stekelart som beskrevs av Szepligeti 1904. Opius pedestris ingår i släktet Opius och familjen bracksteklar. Inga underarter finns listade i Catalogue of Life.